# Bataille de Bergzabern
Première Coalition
Batailles
La bataille de Bergzabern eut lieu le 3 octobre 1793, pendant la guerre de la Première Coalition. Les troupes françaises, commandées par les généraux Ferrière et Desaix sont vaincues par les armées prussienne et des émigrés commandées par le duc de Brunswick.

## Préambule
En mai 1793, l'armée du Rhin avait occupé et fortifié des lignes de défense dans les environs de Wissembourg.
Les alliés en avaient simultanément attaqué le front et tourné les deux extrémités, mais ils furent battus et repoussés.
Une nouvelle tentative fut lancée ; les Autrichiens attaquèrent de front tandis que l'armée prussienne, commandée par le duc de Brunswick, marchait sur la gauche des troupes françaises, par les gorges des Vosges.
En outre, sur ordre du général von Wurmser, le prince de Waldeck et ses 10 000 hommes devaient passer le Rhin à Seltz, prendre cette ville et choisir une position entre Lauterbach et le camp des Français afin de leur couper la retraite.

## La bataille
Le 3 octobre, le prince de Waldeck passa, secrètement et sans bruit, le Rhin à Plittersdorf (de) pendant que les Autrichiens prenaient Seltz par surprise.
Le général von Wurmser fit alors attaquer le centre des lignes par trois colonnes ; la première se porta sur le camp français et les batteries installées à Steinfeld, la deuxième par le Bienwald et la troisième colonne — où se trouvaient le prince de Condé et les émigrés — attaqua du côté de Bergzabern.
La colonne des émigrés remporta plusieurs redoutes, captura 17 canons et se rendit maîtresse de Wissembourg.
Les Autrichiens ne rencontrèrent que peu de résistance, les ailes de la défense française étant déjà tournées. Lauterbourg ayant été évacuée par les Français, Altenstadt fut emportée par assaut contraignant les Français à se replier sur le Geisberg.
À gauche, le duc de Brunswick avait marché sur Nothweiler et Lembach.
Les généraux Ferrière et Desaix gardèrent leurs positions jusqu'à la dernière extrémité et firent leur retraite avec beaucoup d'ordre sur Nothweiler et Lembach.
L'armée française s'établit alors derrière les anciennes lignes de la Moder, occupant Reichshoffen et Uttenhoffen, afin de laisser une libre communication avec Bitche.

## Après la bataille
Tous les officiers généraux français furent destitués.
Deux députés, dans une proclamation énergique, ordonnèrent à tout soldat qui se sentait destiné par la nature à commander, de se présenter pour maîtriser la victoire. Ils menaçaient de toute la colère du peuple l'homme présomptueux qui oserait se charger d'un fardeau qui ne pouvait accabler sa faiblesse. Onze officiers seulement vinrent s'offrir. La France avait un million de soldats et pas un seul grand capitaine.
Cette année fut cependant celle où Jourdan, Hoche et Pichegru parvinrent au grade de général en chef. Dès que ce dernier eut pris le commandement de l'armée du Rhin, il cassa tous les officiers qui n'avaient que du patriotisme pour tout talent, et ne savaient pas plus faire observer la discipline que se respecter eux-mêmes. Il rétablit dans son camp la subordination et l'obéissance et ne marcha à l'ennemi qu'après s'être assuré que ses ordres seraient ponctuellement exécutés.
Hoche réorganisa de même l'armée de la Moselle. Il lui rendit sa force avec sa discipline, pourvut à ses besoins, stimula les officiers, encouragea les généraux, et bientôt présenta à l'ennemi une armée redoutable qui le contraignit à évacuer l'Alsace.